# Highway Star
Highway Star är en låt lanserad av hårdrocksgruppen Deep Purple i mars 1972 på albumet Machine Head. Alla gruppens dåvarande medlemmar står som upphovsmän till kompositionen. Låten var öppningsspår på Machine Head och är albumets tempomässigt snabbaste låt. Låten utmärks av två solon av organisten Jon Lord och gitarristen Richie Blackmore som båda är inspirerade av klassisk musik. Låtens text består av tre korta verser, varav en upprepas i låtens slut. Låten hade komponerats redan 1971 och gruppen började framföra den på scen samma år. Låten har ofta varit öppningslåt på gruppens konserter, vilket den också är på gruppens mest kända livealbum Made in Japan. Den är även öppningsspår på livealbumen Nobody's Perfect och Come Hell or High Water. Den släpptes aldrig på singel men tillhör gruppens mest kända låtar.